# FMR1

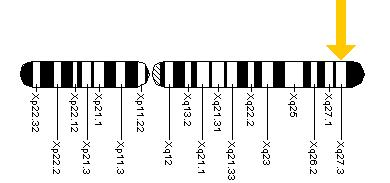
X染色体上のFMR1の位置

FMR1（fragile X mental retardation 1）は、FMRP（fragile X mental retardation protein）と呼ばれるタンパク質をコードするヒトの遺伝子である。FMRPは脳に最も一般的に存在し、正常な認知発達と女性の生殖機能に必要不可欠である。この遺伝子の変異は脆弱X症候群、知的障害、早発卵巣不全、自閉症、パーキンソン病、発達遅滞や他の認知障害を引き起こす。FMR1の前変異（premutation）と関係した広範囲にわたる臨床表現型は、世界中で200万人以上に影響を与えている。

## 機能

### シナプス可塑性
FMRPは神経のさまざまな領域で多様な機能を果たしているが、その機能は十分には特徴づけられてはいない。FMRPはmRNAの核細胞質間輸送、樹状突起へのmRNAの局在、シナプスでのタンパク質合成に関与することが示唆されている。脆弱X症候群の研究によるFMRPの喪失時の影響を観察は、FMRPの機能の理解を助けてきた。脆弱X症候群のマウスモデルからは、FMRPがシナプス可塑性に関与していることが示唆されている。シナプスの可塑性には、シナプス受容体の活性化に応答して新たなタンパク質合成が行われることが必要である。刺激に応答したタンパク質合成はシナプスの恒久的な物理的変化とシナプス連結の変化を可能にし、学習や記憶の過程と関連していると考えられている。
グループI代謝型グルタミン酸受容体（mGluR）を介したシグナル伝達は、FMRP依存的なシナプス可塑性に重要な役割を果たしていることが示唆されている。シナプス後のmGluRの刺激は、セカンドメッセンジャーを介してタンパク質合成をアップレギュレーションする。mGluRがシナプス可塑性に関与していることは、mGluRの刺激後に樹状突起スパインの伸長が観察されることからも示されている。さらに、mGluRの活性化はシナプス近傍でのFMRPの合成を引き起こす。合成されたFMRPはmGluRの刺激後にポリソームと結合することから、FMRPが翻訳過程に関与していることが提唱されている。ここからさらに、FMRPはシナプスでのタンパク質合成とシナプス結合の成長に関与しているという主張がなされている。FMRPの喪失は樹状突起スパインの異常な表現型を引き起こす。具体的には、マウス標本におけるFMR1遺伝子の欠失はスパインのシナプス数の増加を引き起こす。

### 翻訳における役割
FMRPの役割として、翻訳の負の調節因子としてシナプス可塑性に影響を与えることが提唱されている。FMRPはRNA結合タンパク質であり、ポリソームと結合する。FMRPのRNA結合能は、KHドメインとRGGボックスに依存している。KHドメインは多くのRNA結合タンパク質を特徴づける、保存されたモチーフである。このドメインの変異によって、FMRPのRNAへの結合能は損なわれる。
FMRPはｍRNAの翻訳を阻害することが示されている。FMRPの変異によって、野生型FMRPが有する翻訳抑制能は失われる。上述したように、mGluRの刺激はFMRPのタンパク質レベルの増加と関係している。さらに、mGluRの刺激はFMRPの標的mRNAのレベルの増加も引き起こす。FMRP欠損マウスでは、こうした標的mRNAにコードされるタンパク質の基底レベルが大きく上昇し、適切な調節が行われなくなることが明らかにされている。
FMRPによる翻訳抑制は、翻訳開始過程の阻害によって行われる。FMRPはCYFIP1と結合し、続いて翻訳開始因子eIF4Eに結合する。FMRP-CYFIP1複合体はeIF4E依存的な翻訳を阻害することで、翻訳の抑制因子として作用する。脆弱X症候群で観察される表現型である、標的の過剰なタンパク質レベルと翻訳制御の低下はFMRPによる翻訳抑制の喪失によって説明される可能性がある。FMRPは多数の標的mRNAの翻訳を制御することが知られているが、FMRPによる翻訳制御の程度は未知である。FMRPはシナプスで標的mRNAの翻訳を抑制することが示されており、その標的にはArc/Arg3.1やMAP1Bといった細胞骨格タンパク質やCaMKIIが含まれる。
FMRPによる翻訳制御はmGluRを介したシグナル伝達によって調節されることが示されている。mGluRの刺激は、シナプスでの局所的タンパク質合成のためのmRNA複合体の輸送を引き起こす。FMRPを含む粒子は樹状突起においてMAP1BのｍRNAやrRNAと局在することが示されており、局所的タンパク質合成のためにこうしたFMRP-RNA複合体全体として樹状突起へ輸送される必要があることが示唆されている。さらに、FMRPのmGluR依存的な樹状突起への輸送には微小管が必要であることが明らかにされている。FMRPはmRNAの積み荷と微小管との結合を補助することで、局所的タンパク質合成にさらなる役割を有している可能性がある。このように、FMRPは輸送効率を調節することができるとともに、輸送中の翻訳を抑制することができる。FMRPの合成、ユビキチン化、タンパク質分解はmGluRシグナル伝達に応答して迅速に行われ、翻訳の調節因子として極めて動的な役割を果たしていることが示唆される。

## 遺伝子発現
FMR1遺伝子はX染色体に位置し、CGGトリヌクレオチドリピート（三塩基反復）を含んでいる。大部分の人々のFMR1遺伝子では、CGGセグメントのリピートは5–44回である。CGGセグメントのリピート数の多さは認知機能や生殖機能の異常と関係している。American College of Medical Genetics and Genomicsによると、45–54回のリピートはグレーゾーンまたはボーダーラインと見なされており、55–200回のリピートは前変異（premutation）、200回以上のリピートはFMR1遺伝子の全変異（full mutation）であると見なされる。全変異型FMR1遺伝子の完全なDNA配列は2012年に1分子リアルタイムシーケンシングを用いて初めて報告された。これはトリプレットリピート病の1例である。トリヌクレオチドリピートの伸長は、DNA修復またはDNA複製時のDNA鎖の滑りによって生じている可能性が高い。
FMRPはクロマチン結合タンパク質であり、DNA損傷応答過程に機能する。FMRPは減数分裂期染色体上に存在し、精子形成過程でのDNA損傷応答装置のダイナミクスを調節する。

## 関連する疾患

### 脆弱X症候群
脆弱X症候群のほぼ全ての症例は、FMR1遺伝子のトリヌクレオチドリピートの伸長によって引き起こされている。こうした症例では、200回から1000回以上に及ぶCGGの異常な反復がみられる。その結果、FMR1遺伝子のこの部分はメチル化され、転写がサイレンシングされる（遺伝子がオフとなり、タンパク質が産生されなくなる）。FMRPが適切なレベルで存在しない場合、脆弱X症候群でみられる身体的異常とともに、重度の学習障害や知的障害が生じる場合がある。
脆弱X症候群の全症例のうち、FMR1遺伝子の一部または全部の欠失、もしくは塩基対の変化によるアミノ酸の変化によって引き起こされているものは1%未満である。こうした変異はFMRPタンパク質の三次元構造を破壊するか、タンパク質の合成を防ぐことで、脆弱X症候群の症状を引き起こしている。
FMR1遺伝子のCGG配列のリピートが55–200回の場合、前変異として記載される。前変異を抱える人々の一部は、不安障害や抑うつなどの健康問題を抱える可能性がある。

### 脆弱X随伴振戦/失調症候群
FMR1遺伝子の前変異は脆弱X随伴振戦/失調症候群（FXTAS）のリスクの増加と関係している。FXTASは失調、振戦、健忘、下肢の感覚の喪失（ニューロパチー）、精神状態や行動の変化によって特徴づけられる。通常、この疾患は高齢になってから発症する。

### 早発卵巣不全
FMR1遺伝子は、認知・神経機能とは独立して、卵巣の機能にも非常に重要な役割を果たしている。脆弱X症候群を引き起こさないような、わずかなCGGリピートの伸長も、女性が早期に卵巣機能を失う早発卵巣不全（潜在性の原発性卵巣機能不全）のリスクの増加と関係している。

### 多嚢胞性卵巣症候群
FMR1遺伝子のきわめて特殊な遺伝子型が多嚢胞性卵巣症候群（PCOS）と関係している。heterozygous-normal/low型と呼ばれる遺伝子型によって、若年時に過剰な卵胞の活動や過剰に活発な卵巣機能といった多嚢胞性表現型が引き起こされる。

## 相互作用
FMRPは次に挙げる因子と相互作用することが示されている。
- CYFIP1（英語版）[35]
- CYFIP2（英語版）[35][36]
- FXR1（英語版）[37][38]
- FXR2（英語版）[37][38][39]
- NUFIP1（英語版）[36][40]
- NUFIP2（英語版）[36]

## 関連文献
- “Fragile X syndrome: loss of local mRNA regulation alters synaptic development and function”. Neuron 60 (2):  201–14. (October 2008). doi:10.1016/j.neuron.2008.10.004. PMC 3691995. PMID 18957214.
- “The fragile-X premutation: a maturing perspective”. American Journal of Human Genetics 74 (5):  805–16. (May 2004). doi:10.1086/386296. PMC 1181976. PMID 15052536.
- “Fragile-X-associated tremor/ataxia syndrome (FXTAS) in females with the FMR1 premutation”. American Journal of Human Genetics 74 (5):  1051–6. (May 2004). doi:10.1086/420700. PMC 1181968. PMID 15065016.
- “Penetrance of the fragile X-associated tremor/ataxia syndrome in a premutation carrier population”. JAMA 291 (4):  460–9. (January 2004). doi:10.1001/jama.291.4.460. PMID 14747503.
- “RNA and microRNAs in fragile X mental retardation”. Nature Cell Biology 6 (11):  1048–53. (November 2004). doi:10.1038/ncb1104-1048. PMID 15516998.
- “New insights into fragile X syndrome: from molecules to neurobehaviors”. Trends in Biochemical Sciences 28 (3):  152–8. (March 2003). doi:10.1016/S0968-0004(03)00033-1. PMID 12633995.
- “A decade of molecular studies of fragile X syndrome”. Annual Review of Neuroscience 25:  315–38. (2002). doi:10.1146/annurev.neuro.25.112701.142909. PMID 12052912.
- “The fragile X gene and its function”. Clinical Genetics 60 (6):  399–408. (December 2001). doi:10.1034/j.1399-0004.2001.600601.x. PMID 11846731.
- “A fragile balance: FMR1 expression levels”. Human Molecular Genetics 12 Spec No 2 (90002):  R249–57. (October 2003). doi:10.1093/hmg/ddg298. PMID 12952862.
- “Subunit promiscuity among hemopoietic growth factor receptors”. Cell 67 (1):  1–4. (October 1991). doi:10.1016/0092-8674(91)90564-F. PMID 1913811.
- “[Molecular pathogenesis of fragile X syndrome]”. Medycyna Wieku Rozwojowego 6 (4):  295–308. (2003). PMID 12810982.
- “From mRNP trafficking to spine dysmorphogenesis: the roots of fragile X syndrome”. Nature Reviews. Neuroscience 6 (5):  376–87. (May 2005). doi:10.1038/nrn1667. PMID 15861180.
- “The fragile X-cerebellum connection”. Trends in Neurosciences 29 (4):  183–5. (April 2006). doi:10.1016/j.tins.2006.02.001. PMID 16500716.
- “Molecular and cognitive predictors of the continuum of autistic behaviours in fragile X”. Neuroscience and Biobehavioral Reviews 31 (3):  315–26. (2007). doi:10.1016/j.neubiorev.2006.09.007. PMC 2145511. PMID 17097142.